# Nestane
Nestane (en grec antic Νεστάνη) era una antiga vila de l'Arcàdia.
A Nestane hi va acampar Filip II de Macedònia en una expedició que va fer l'any 338 aC quan va voler guanyar-se la confiança dels arcadis i separar-los de l'aliança amb altres estats grecs. Estava situada dalt d'un turó en una plana anomenada Ἀργόν πεδίον («argón pedíon», 'planura no cultivada'), i en temps de Pausànias (segle ii) es mostraven les ruïnes de la ciutat i també les restes de la tenda de Filip. A Nestane hi havia una font anomenada «Font de Filip» (Φιλίππειος Κρήνη), i prop de la ciutat hi havia un santuari de Demèter on els habitants de Mantinea celebraven una festa anual.